# Mezná (Hřensko)
Mezná (deutsch Stimmersdorf) ist ein Ortsteil von Hřensko (Herrnskretschen) in Tschechien. Er liegt zwölf Kilometer nordöstlich von Děčín in der Böhmischen Schweiz und gehört zum Okres Děčín.

## Geographie

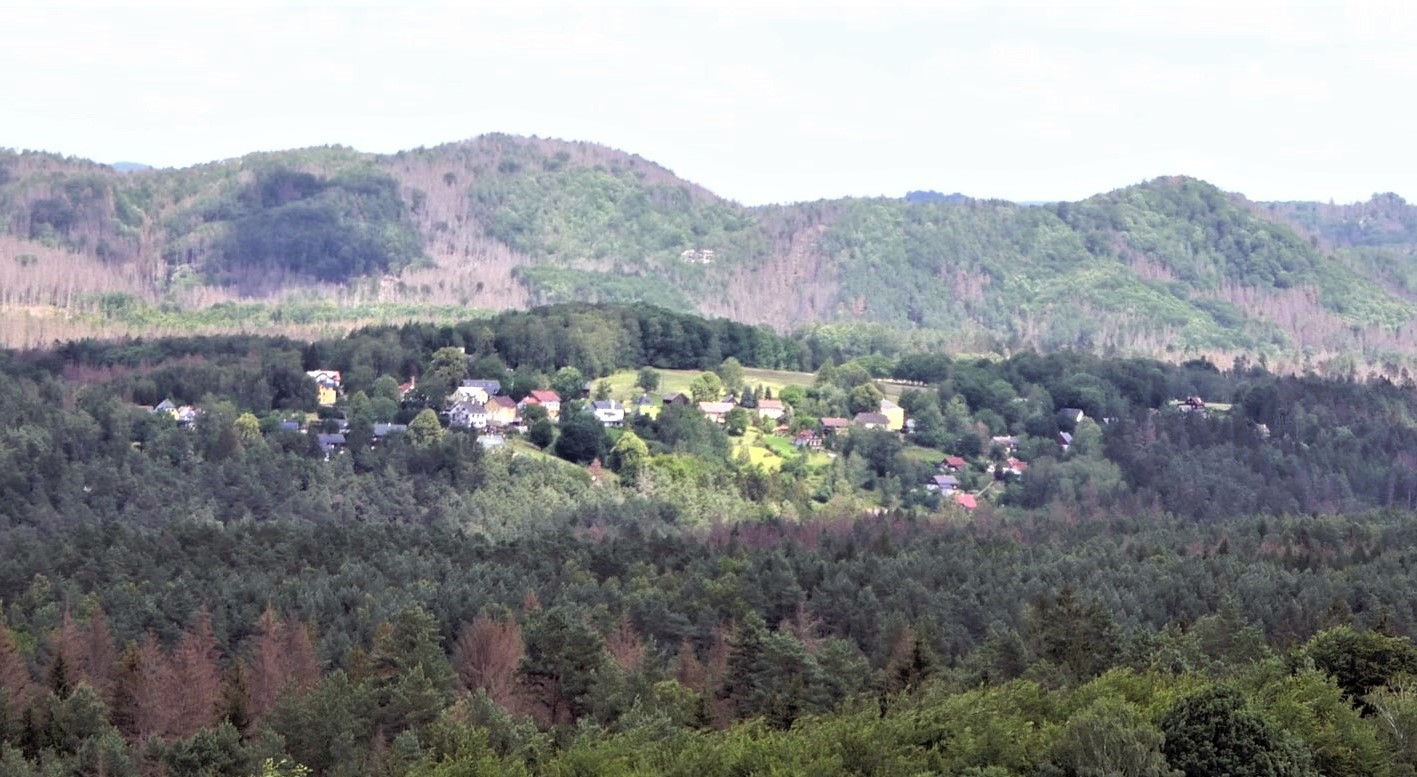
Blick auf Mezná von Janov aus

### Geographische Lage
Mezná (sinngemäß Grenzort) befindet sich auf der Hochfläche südlich des Sandsteinmassivs, an dessen Südrand die Grenze zwischen Deutschland und Tschechien verläuft und dehnt sich auf einer Geländezunge aus, die durch die tief eingeschnittene Kamnitzklamm und den Schellgraben, heute ein namenloses Tal, gebildet wird. Das Ortszentrum erreicht eine Höhe von 292 m ü. M. Mezná ist die einzige größere Ansiedlung im Národní park České Švýcarsko („Nationalpark Böhmische Schweiz“).

### Ortsgliederung

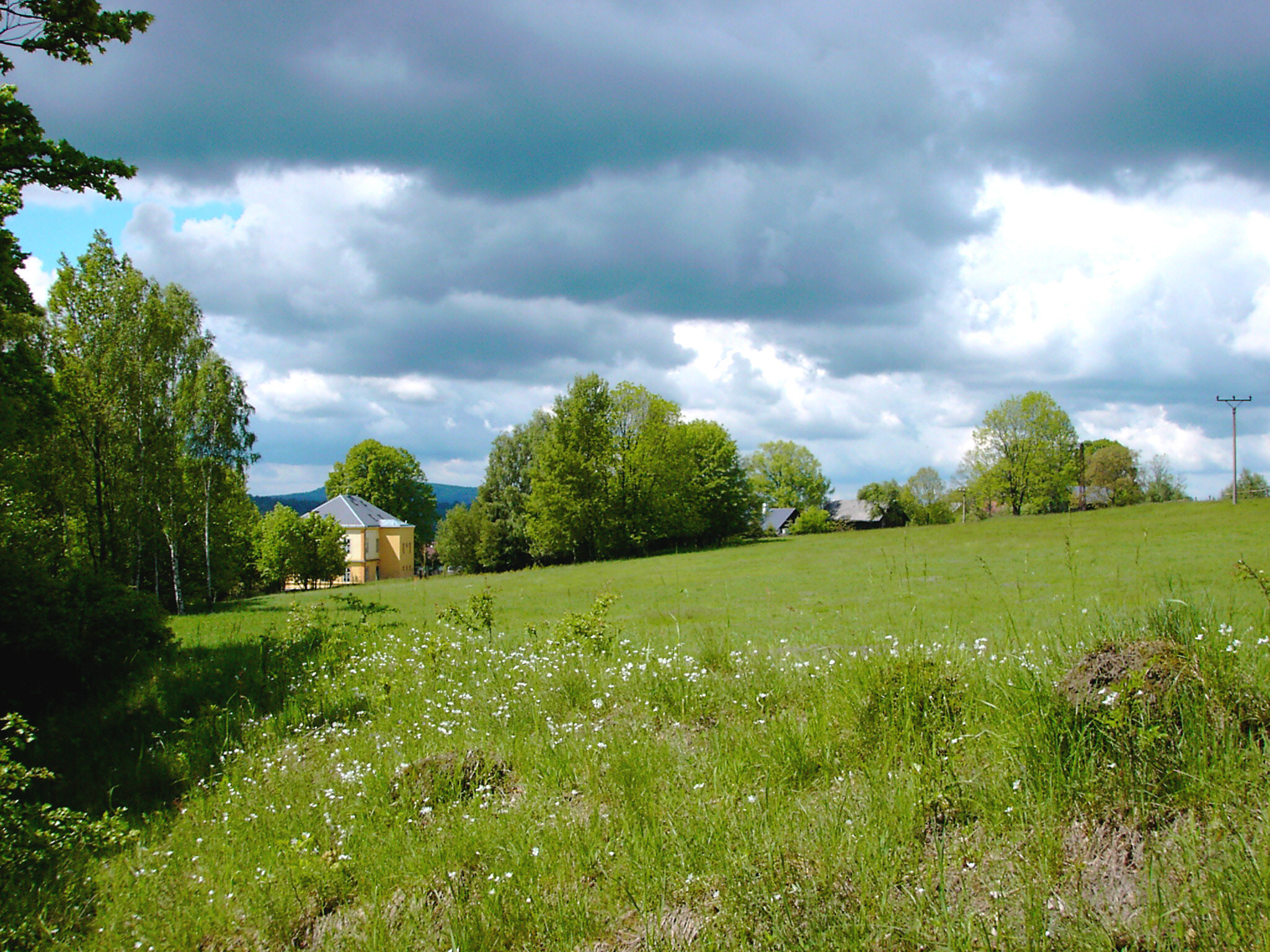
Mezná von Osten

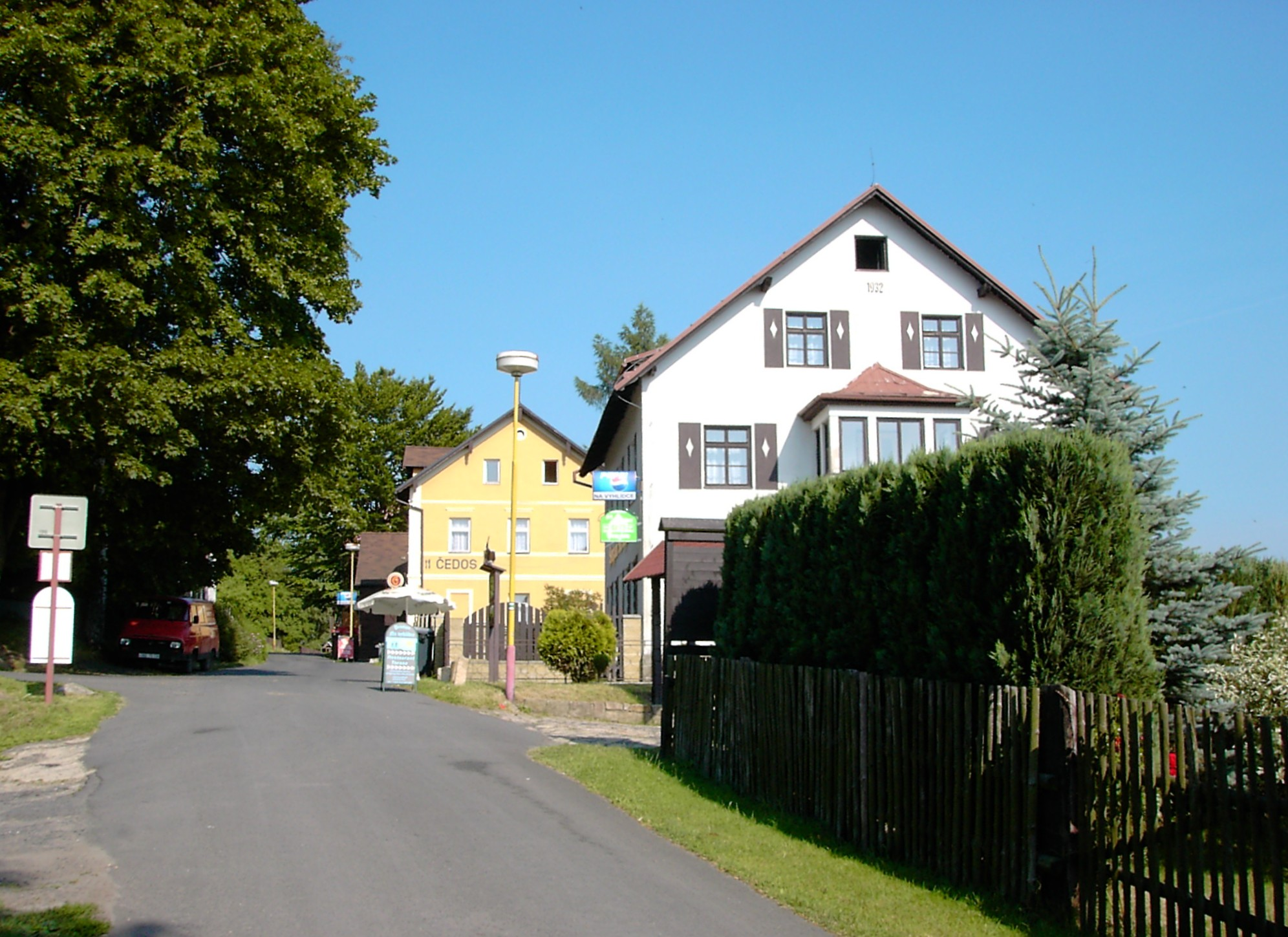
Ortszentrum

Zum Katastralbezirk Mezná u Hřenska gehören die Dörfer Mezná und Mezní Louka.

### Nachbargemeinden
Nachbarorte sind Mezní Louka im Nordosten, Vysoká Lípa und Kamenická Stráň im Südosten, Růžová im Süden, Janov im Südwesten sowie Hřensko im Westen.

## Geschichte
Die Entstehung der Ansiedlung als Rodungsdorf wird in den Zeitraum von 1350 bis 1400 in der Spätzeit des deutschen Landbaus eingeordnet. Zu ihr gehörten die Einschichten Rainwiese und nach der Eröffnung der Edmundsklamm im Jahr 1890 die Sommerrestauration. Daraus ergab sich eine Fläche von 1038 ha. Da der Ort keine eigene Kirche hatte, war er nach Růžová (deutsch: Rosendorf) und zeitweise nach Arnoltice (deutsch: Arnsdorf) eingepfarrt. Tiefgreifende Einschnitte in die Entwicklung der Gemeinde gab es besonders während der Rekatholisierung in Böhmen Mitte des 17. Jahrhunderts sowie nach den Ereignissen am Ende des Zweiten Weltkrieges. Das drückt sich in der Entwicklung der Häuser- und Einwohnerzahlen aus. So ging die Anzahl der Gebäude von 1621 bis 1654 von 16 auf 9 zurück. Von 329 im Jahr 1930 waren es 1950 nur noch 110 Bewohner. Die Erwerbsquellen der Bevölkerung bildeten zunächst die Land- und Forstwirtschaft sowie das Handwerk. Eine nicht unwesentliche Rolle spielte in dieser Grenzregion der Warenschmuggel. 1798 gab es in Stimmersdorf eine Grenzwache, aus der später eine Finanzwache wurde. In der ersten Hälfte des 19. Jahrhunderts trat mit dem allmählich aufkommenden Fremdenverkehr eine Wandlung ein. Die Fürsten Clary-Aldringen von Teplitz ließen die Klammen und das Prebischtor touristisch erschließen. Damit entstanden neue Erwerbszweige. Im Verlauf der Zeit wurden viele Gebäude zu Pensionen und Gaststätten umgebaut. Heute ist Mezná ein touristisches Zentrum der Böhmischen Schweiz, dessen Lebensader die Kamnitzklammen sind. 1991 hatte der Ort 34 Einwohner. Im Jahre 2001 bestand das Dorf aus 22 Wohnhäusern, in denen 45 Menschen lebten. Bei einem Waldbrand im Juli 2022 konnte die Feuerwehr trotz einer Riegelstellung das Dorf nicht sichern. Mindestens fünf Häuser wurden zerstört.

### Namensherkunft

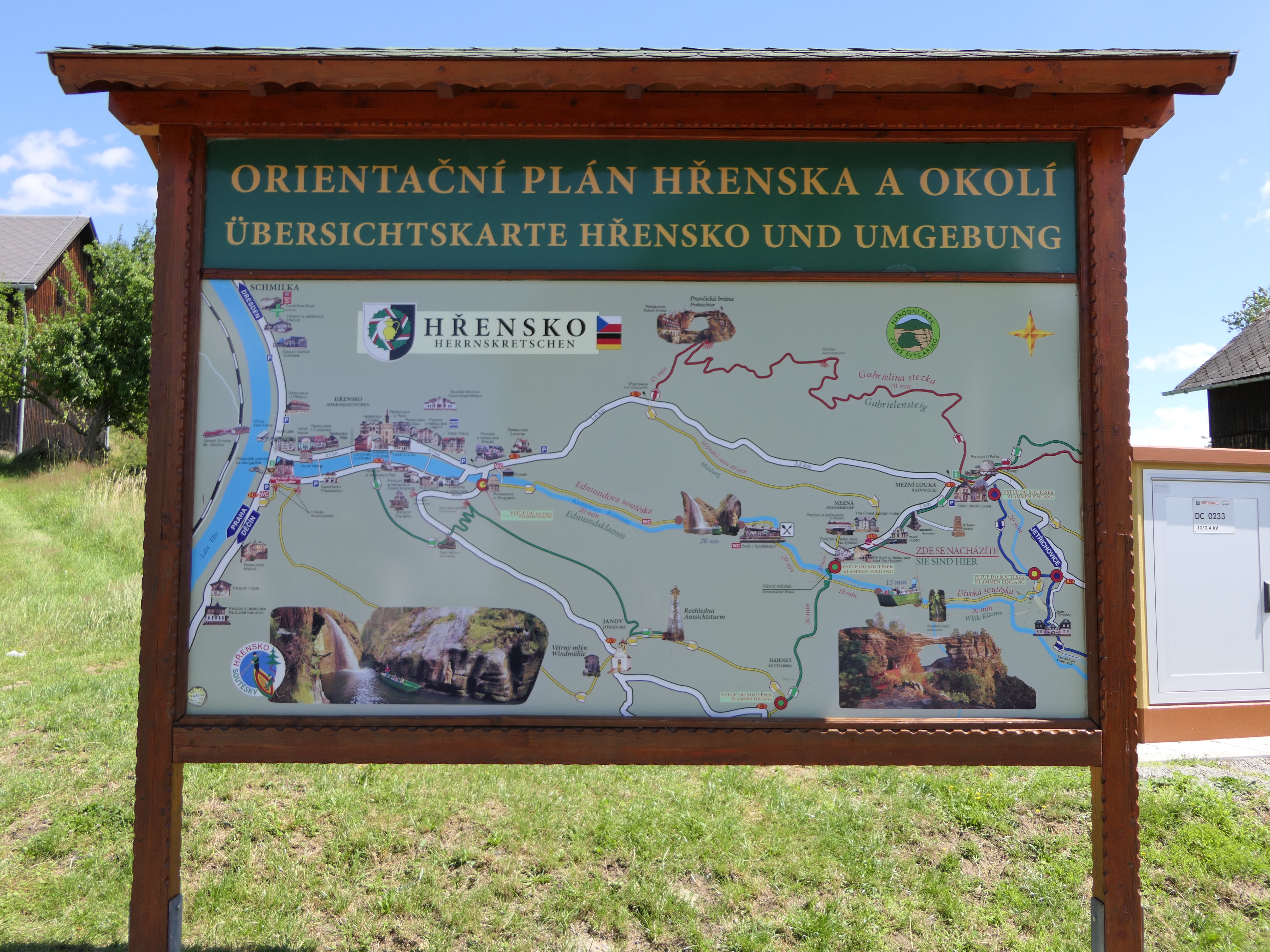
Überblickskarte zur Umgebung

Die Herkunft des deutschen Namens Stimmersdorf konnte bis heute nicht eindeutig geklärt werden. Die Bezeichnung „Stymmersdorff“ ist auf einer Urkunde im Dresdner Archiv erstmals von 1446 nachgewiesen.

## Kultur und Sehenswürdigkeiten
In Mezná gibt es für Tagestouristen und Urlauber zahlreiche Pensionen und Ferienhäuser, die zum Wanderurlaub einladen. Mehrere Häuser stammen aus verschiedenen Zeitabschnitten, die bis vor 1620 zurückreichen, und sind in ihrem Ursprungszustand erhalten geblieben. Einige stehen heute unter Denkmalschutz. Es handelt sich dabei um für diese Region typische Umgebindehäuser. Am Südhang von Mezná sind überwiegend Exemplare mit Satteldach zu finden. Es existieren jedoch in der Ortsmitte auch solche mit Mansarddach und auch mit aufgesetztem Fachwerkobergeschoss. 

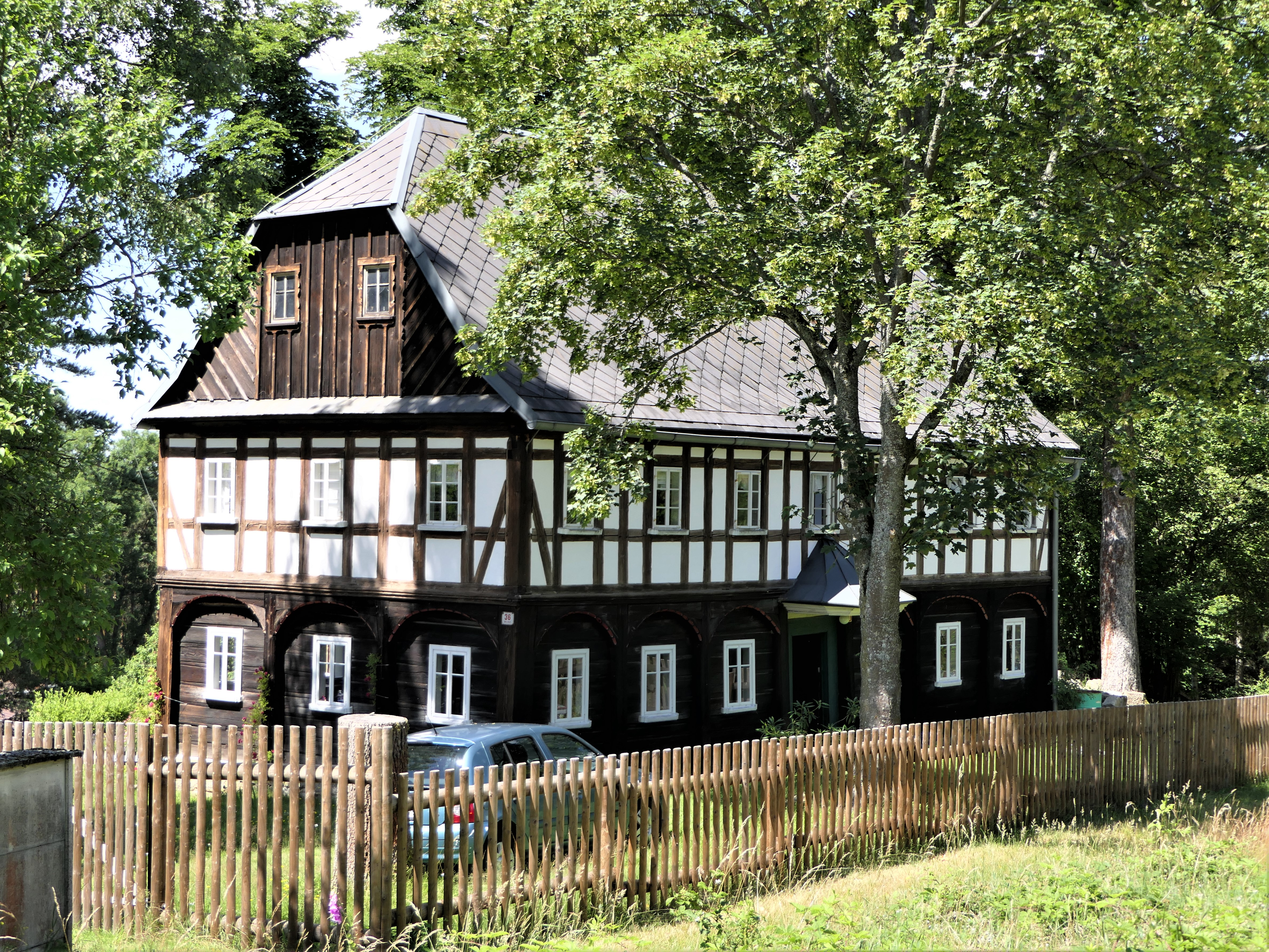
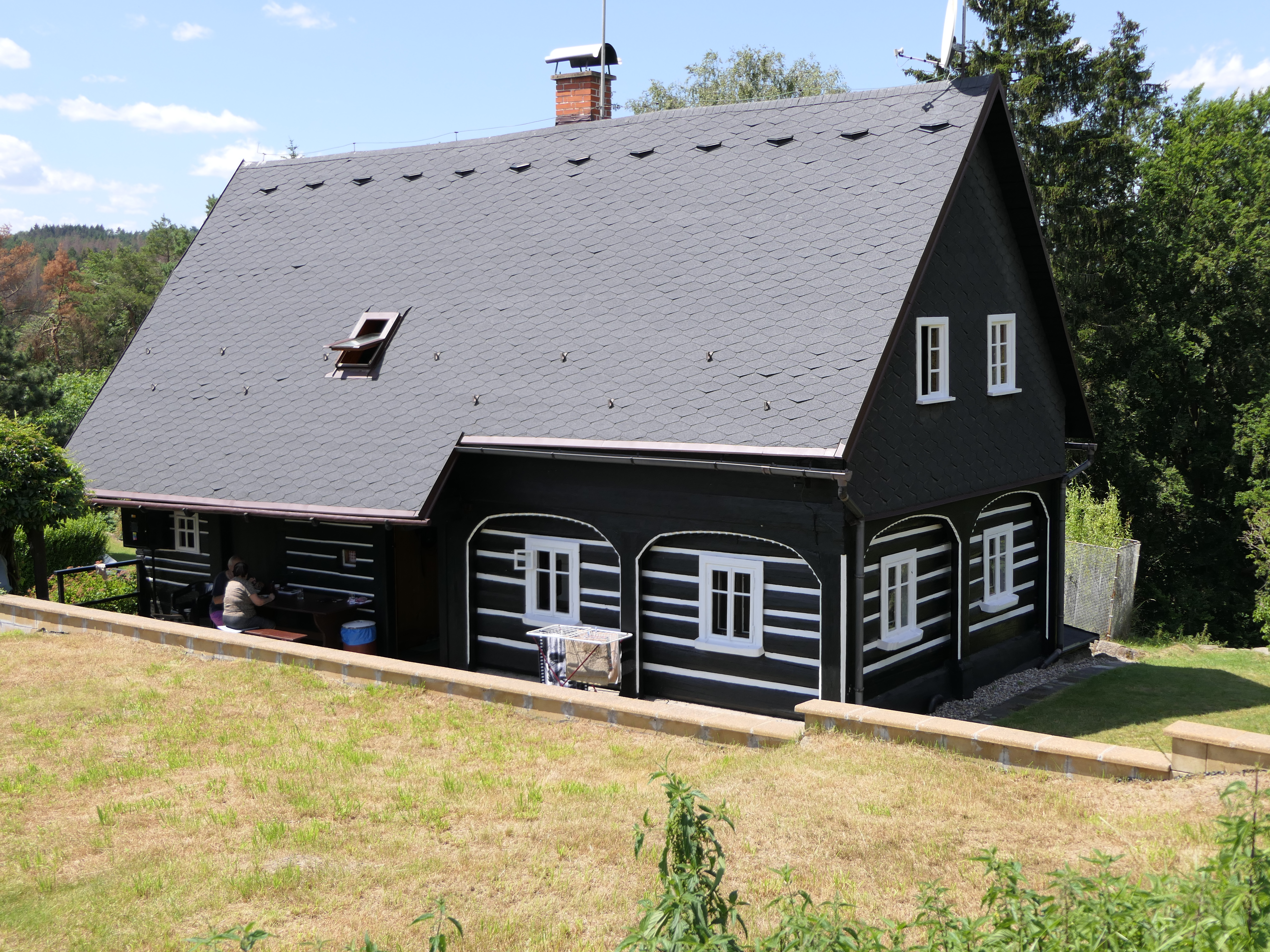
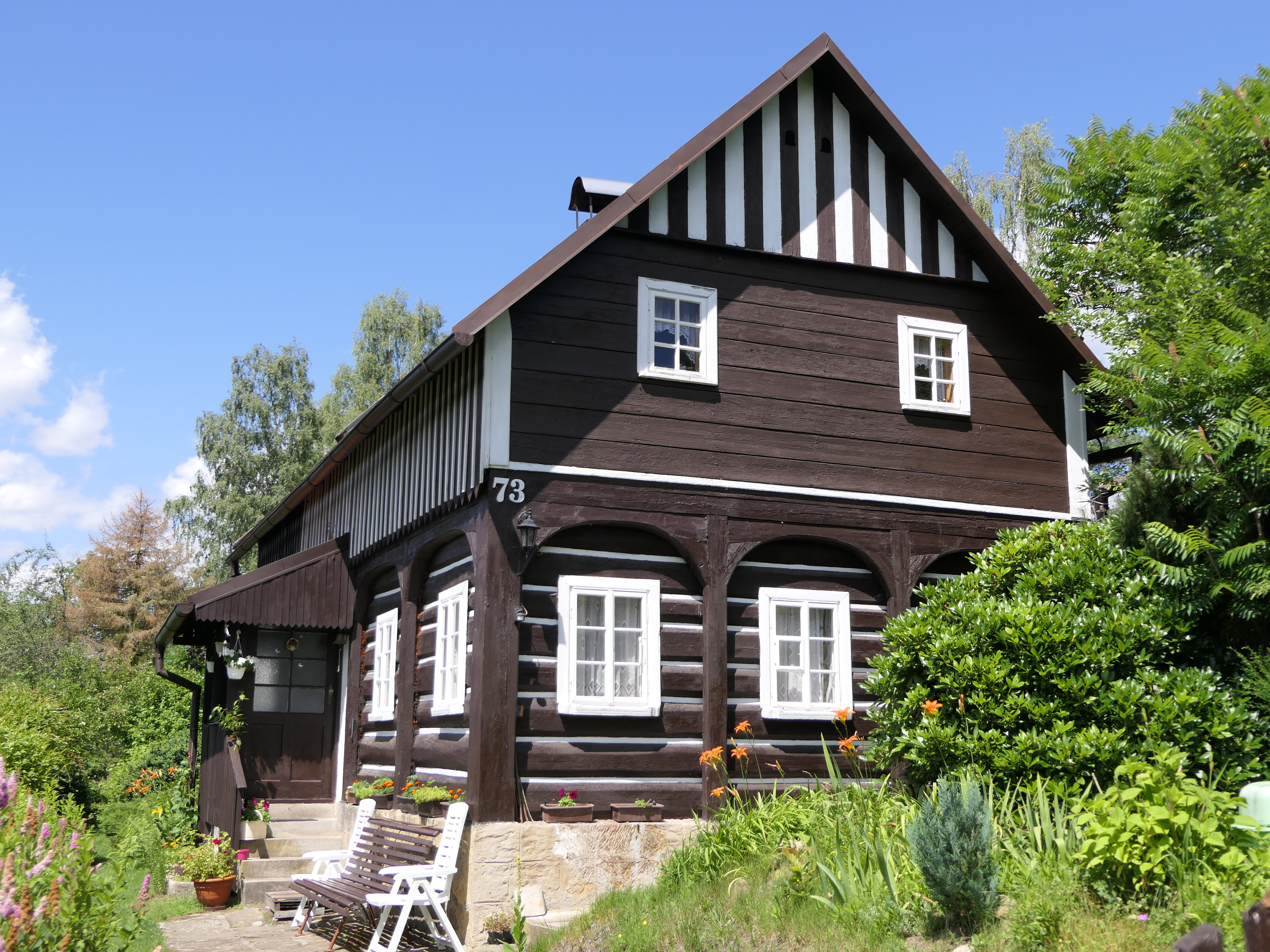
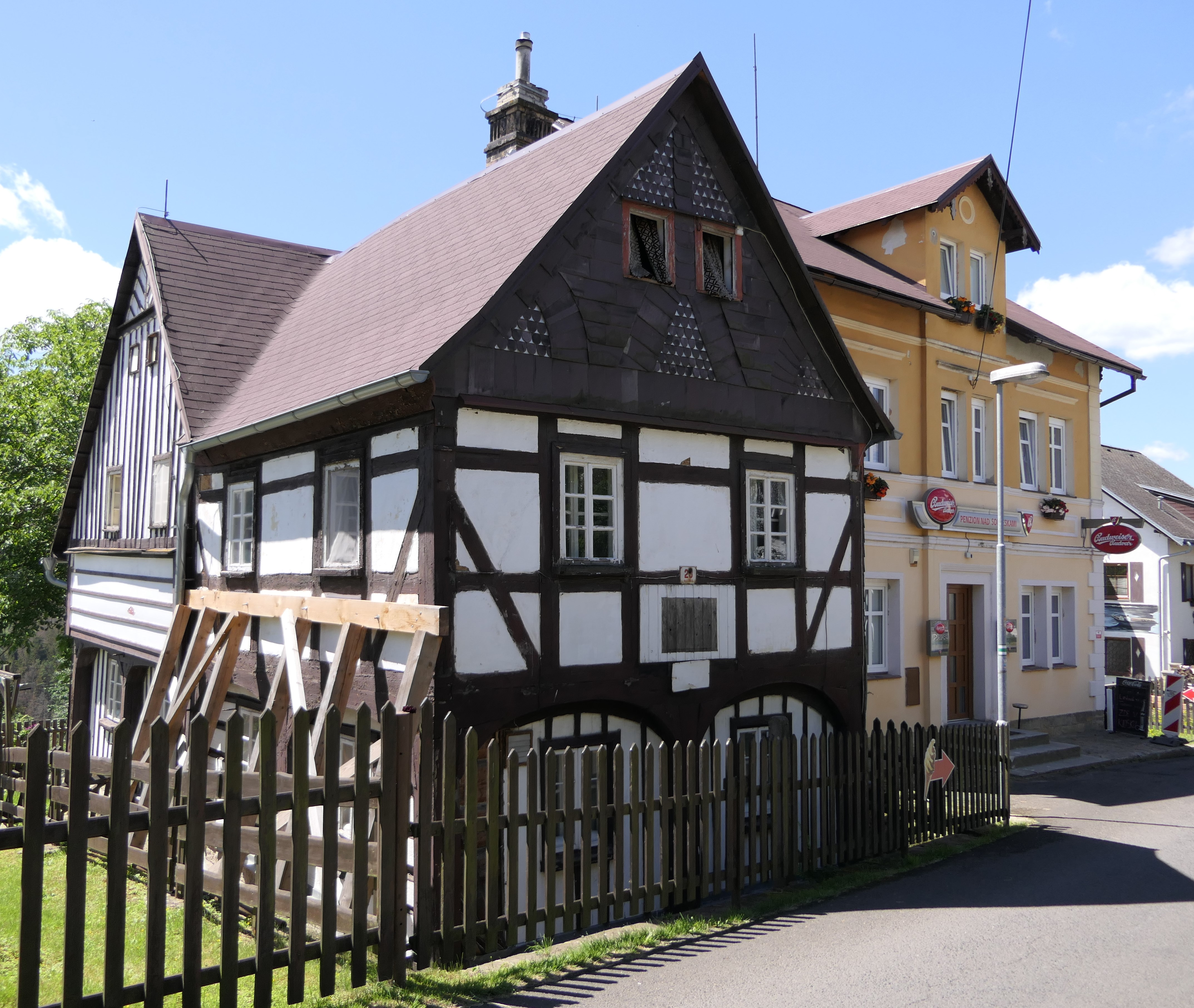
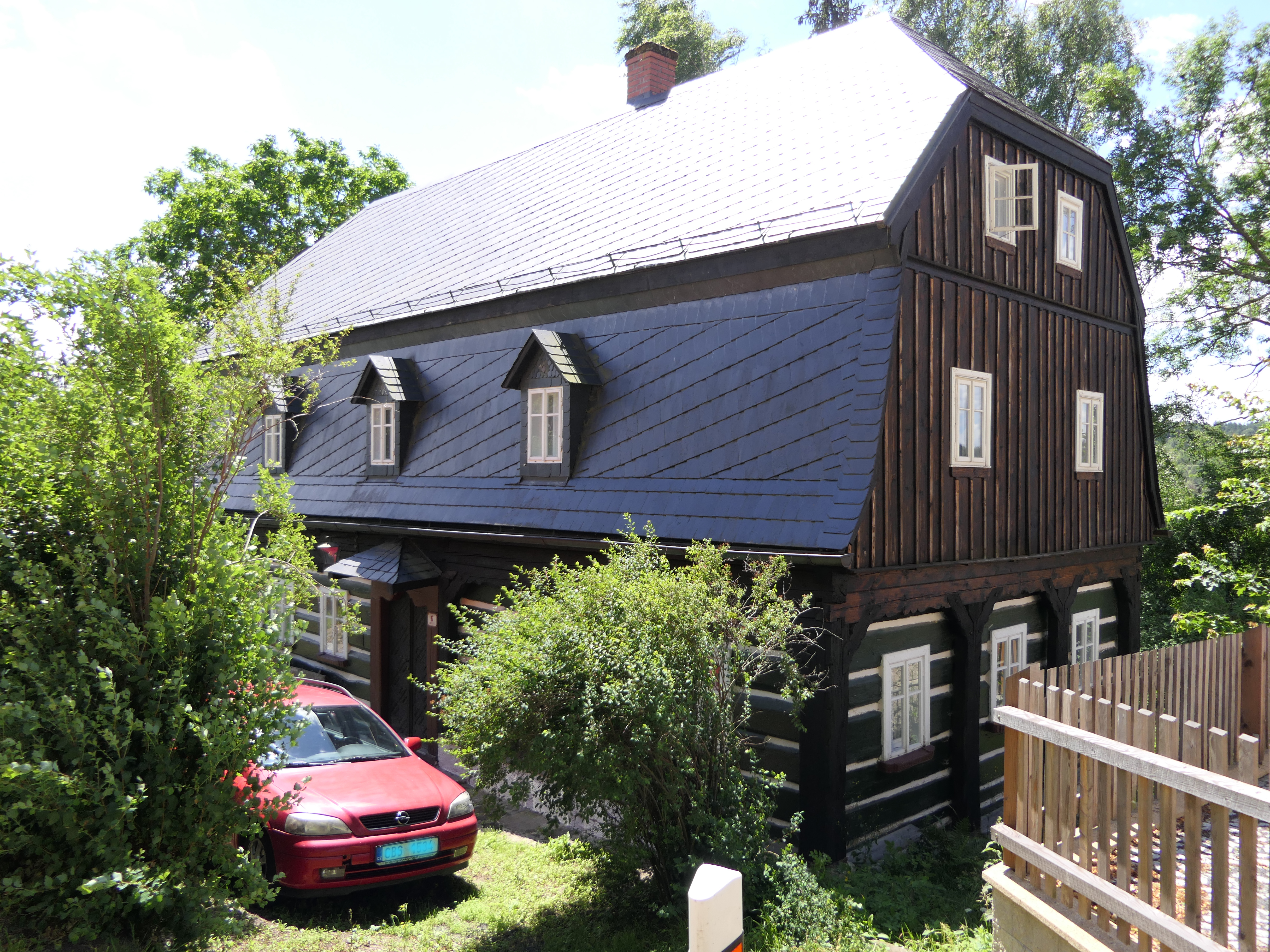

Die Kleindenkmäler in der Ansiedlung und an ihrer Peripherie erinnern daran, dass die Gegend bis 1945 überwiegend von einer Bevölkerung mit katholischem Glauben bewohnt war. 

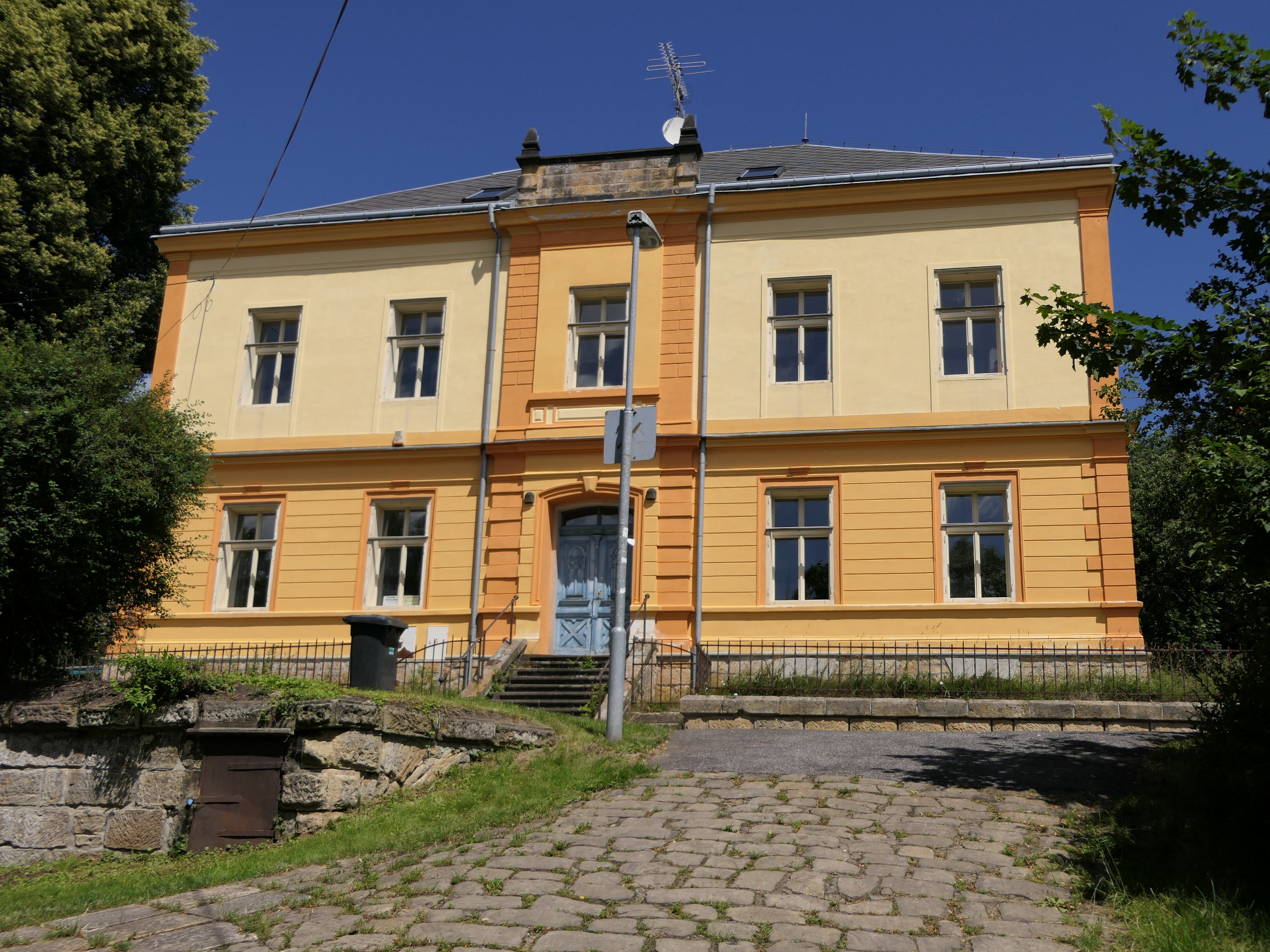
Ehemalige Schule

Neben dem Gebäude der ehemaligen Schule befindet sich ein Kruzifix aus Eisenkunstguss auf einem Steinsockel. Am Ortseingang steht auf einer Anhöhe neben der Straße in einem Privatgrundstück eine stark beschädigte barocke Statuengruppe mit den drei Landespatronen. Am Wanderweg in die Kamnitzklamm, dem früheren Kirchsteig nach Růžová befinden sich zwei Nischenkapellen. Die am unteren Ende des Steiges gelegene ist durch die Weganlage überbaut worden. Am Abzweig der Kastanienallee zum Friedhof steht das rekonstruierte Denkmal in der Form eines Obelisken, das an die Einwohner, die im Ersten Weltkrieg gefallen sind, erinnert.

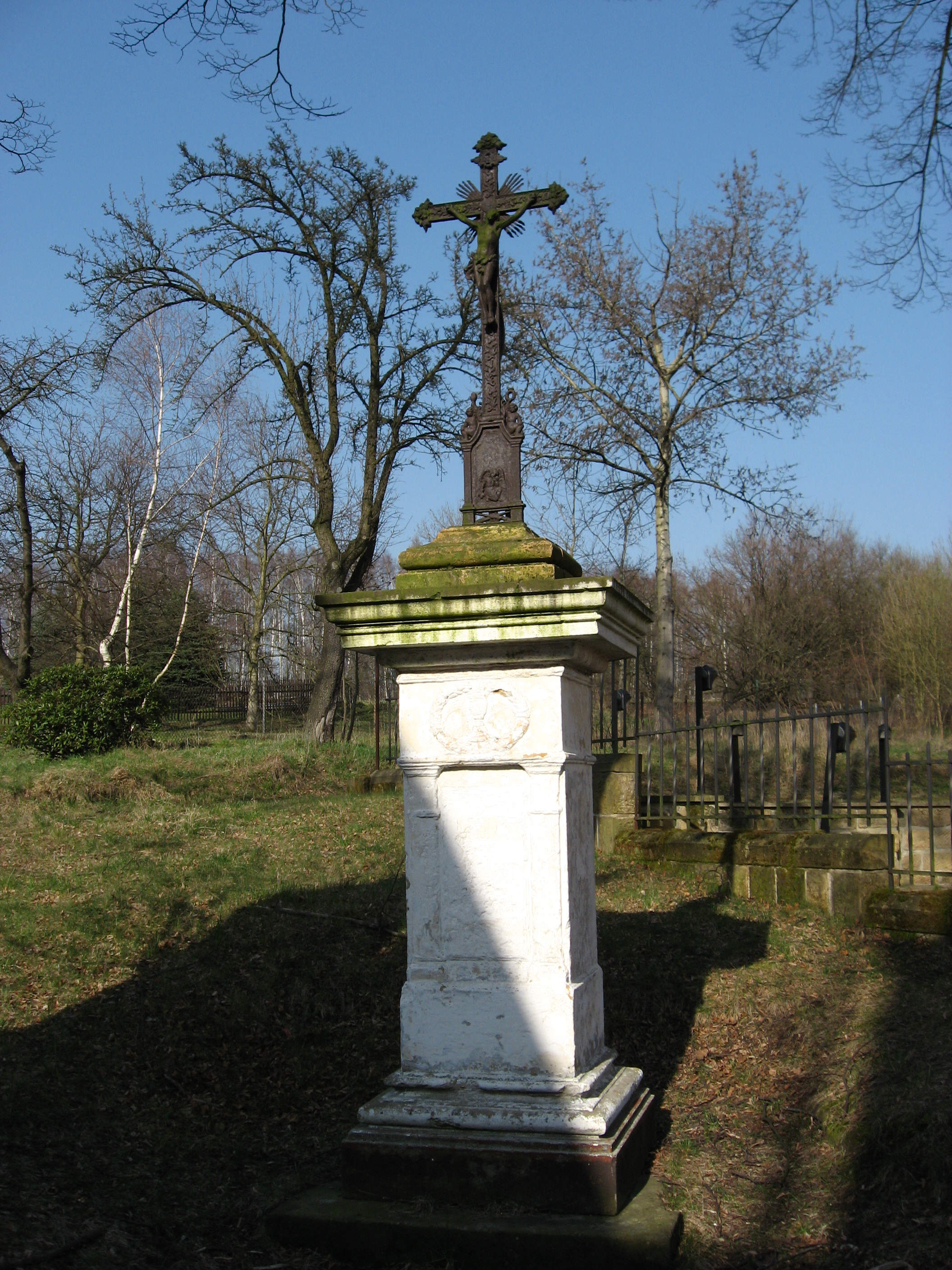
Friedhofskreuz in Mezná
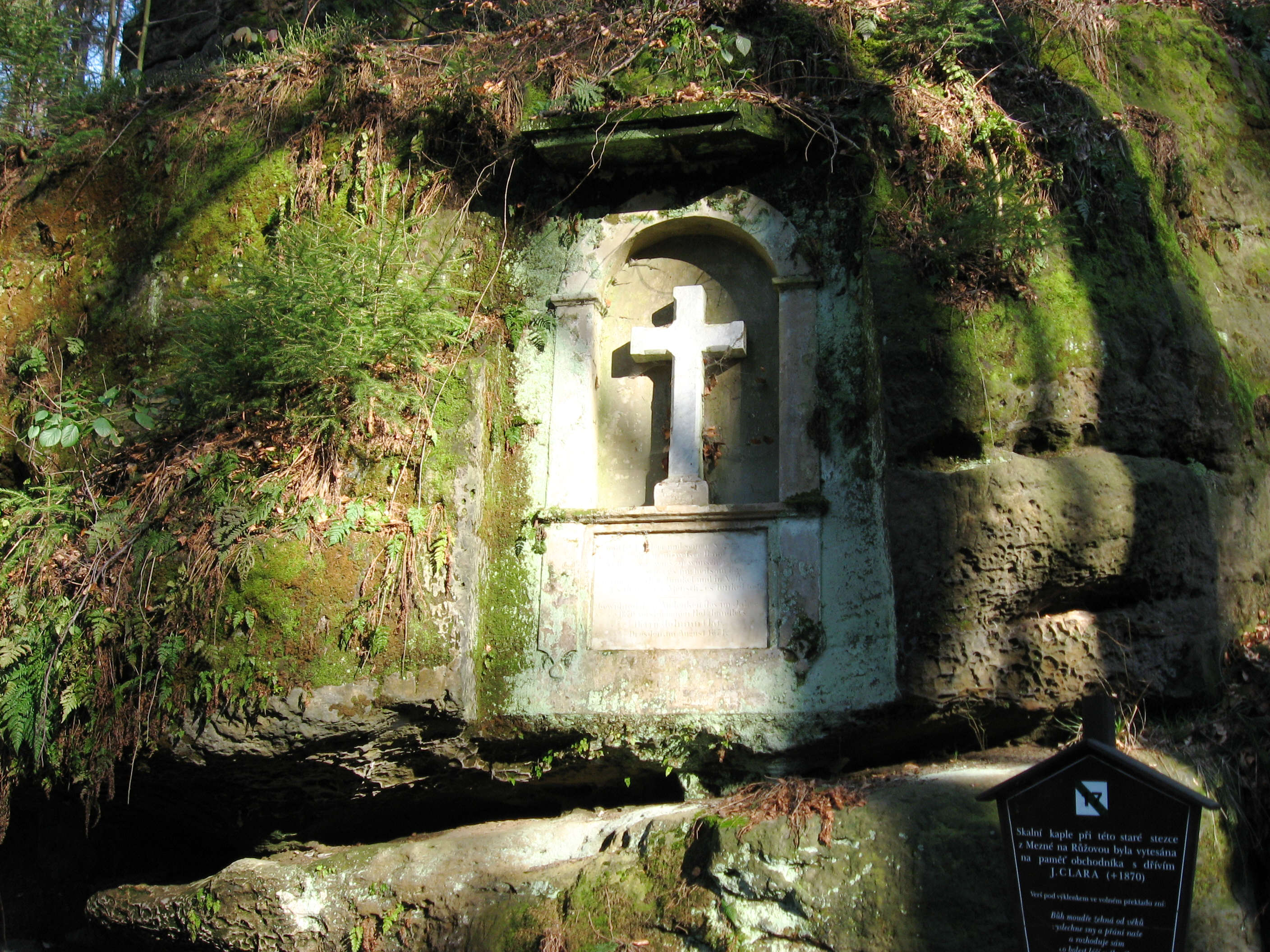
Clarskapelle
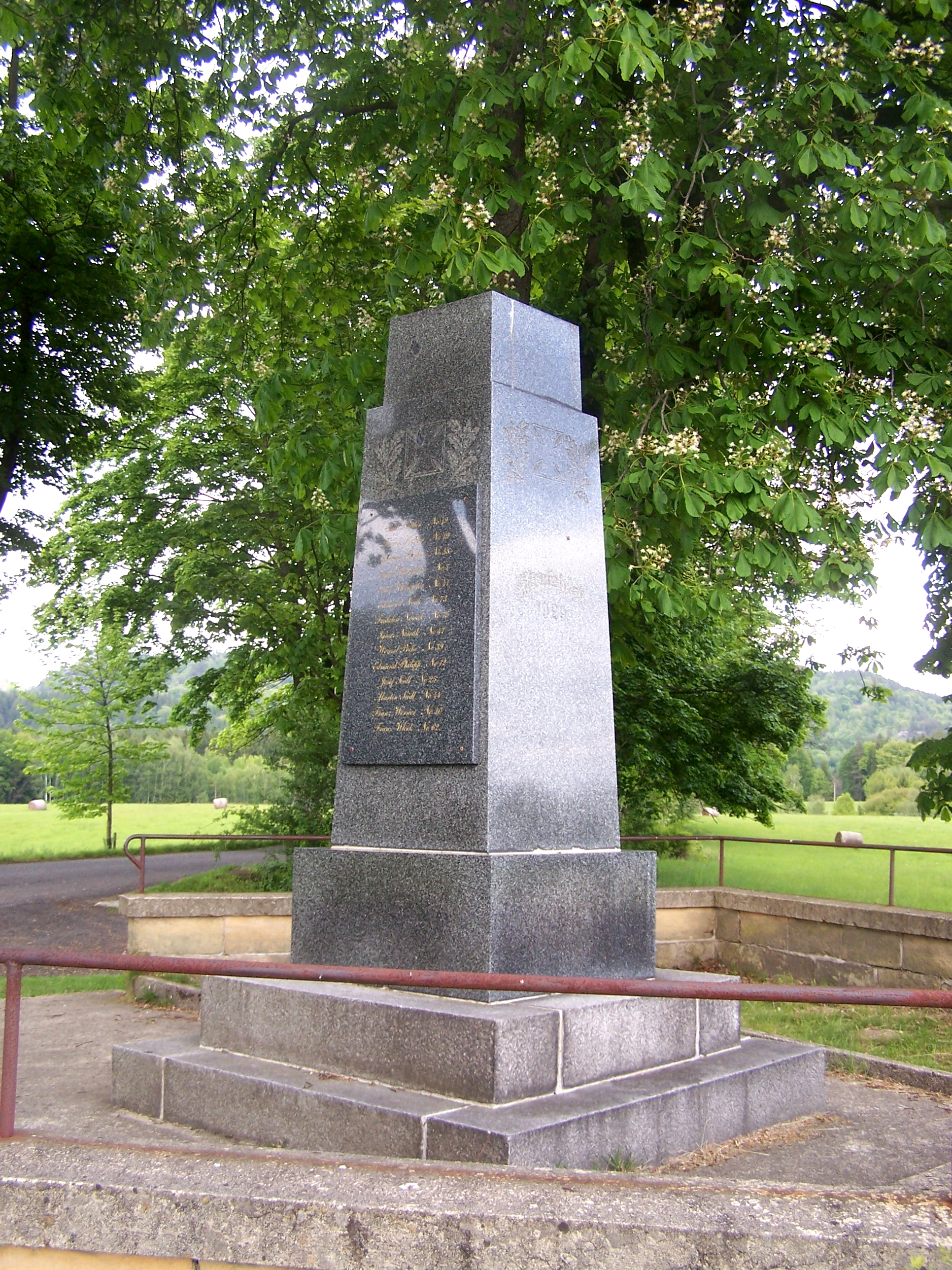
Kriegerdenkmal

## Persönlichkeiten
In Stimmersdorf wurde der Maler und Grafiker Helmut Symmangk 1931 geboren und lebte dort mit seiner Familie bis zu deren Vertreibung aus der Heimat im Jahr 1946.